# Zelotes naliniae
Zelotes naliniae är en spindelart som beskrevs av Benoy Krishna Tikader och Gajbe 1979. Zelotes naliniae ingår i släktet Zelotes och familjen plattbuksspindlar. Inga underarter finns listade i Catalogue of Life.